# Paul Emery
Pas d'image ? Cliquez ici
Paul Emery, né le 12 novembre 1916 à Chiswick et mort le 3 février 1993 à Epsom, est un pilote automobile et ingénieur britannique.

## Biographie

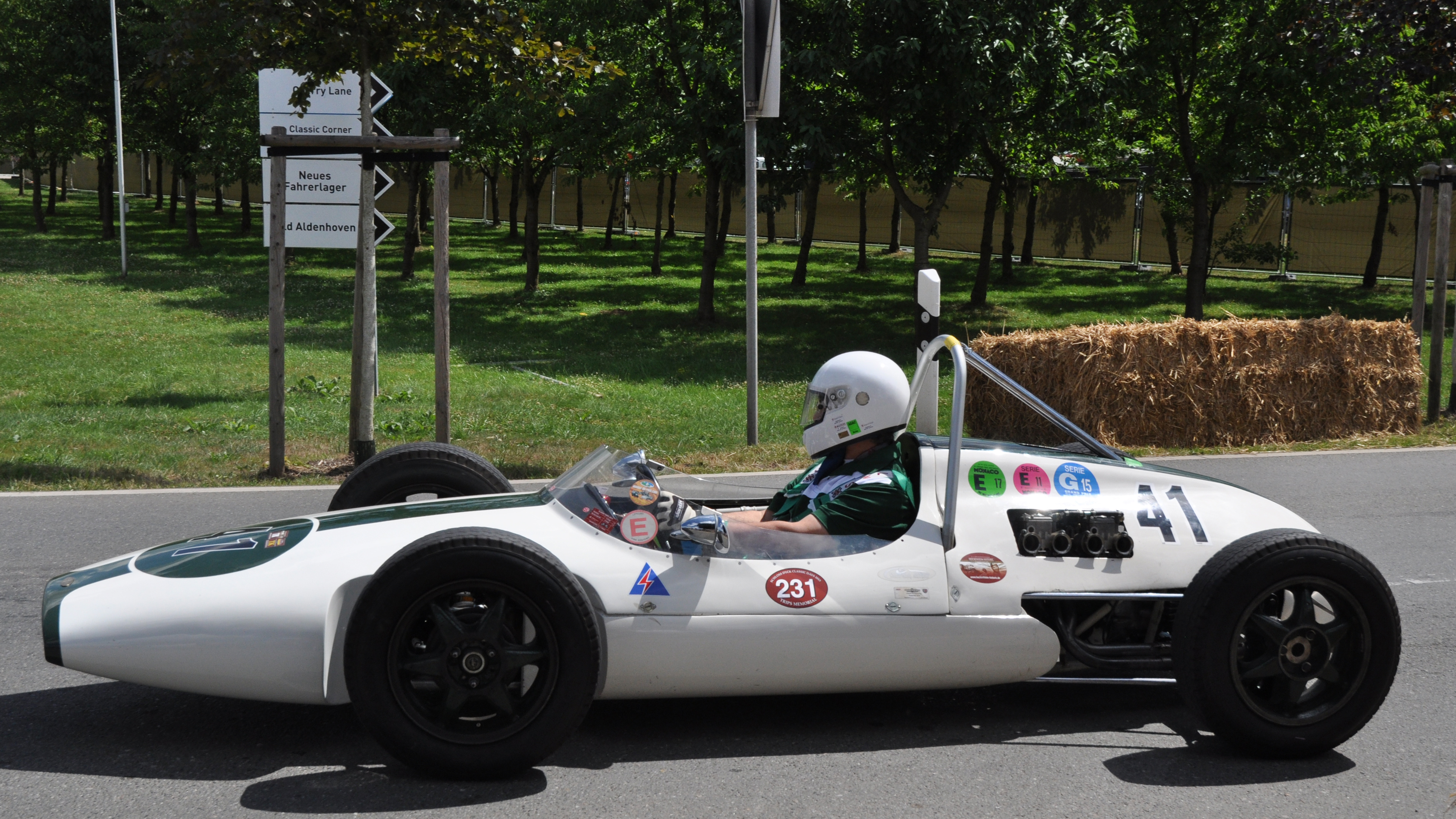
Une Emeryson de Formule Junior de 1960.

Pilotant depuis l'après-guerre sur des voitures conçues par lui et son frère, les Emeryson, Paul Emery participe à son premier Grand Prix de Formule 1, en Grande-Bretagne en 1956 et doit abandonner sur un problème mécanique. Il tente, en vain, de retrouver la Formule 1 à trois reprises ensuite : à Monaco en 1958 (non-qualifié), au Maroc en 1958 (forfait) et de nouveau à Monaco en 1959.
Finalement, abandonnant définitivement la compétition, Paul Emery se consacre à ses activités d'ingénieur et de dirigeant de son écurie Emeryson ; si les monoplaces de l'équipe, « intéressantes sur le plan technique », ne trouvent pas beaucoup de résultats en Formule 1, les monoplaces sont également utilisées, avec un certain succès, en Formule 2 et en Formule Junior.

## Résultats en championnat du monde de Formule 1
| Saison | Écurie | Châssis      | Moteur         | Pneus  | GP disputé      | Résultat | Points inscrits | Classement |
| ------ | ------ | ------------ | -------------- | ------ | --------------- | -------- | --------------- | ---------- |
| 1956   | Privé  | Emeryson Mk1 | Alta GP 2.5 L4 | Dunlop | Grande-Bretagne | Abandon  | 0               | non classé |